# Битва за Кагеру
Битва за Кагеру — первое сражение в рамках Угандийско-танзанийской войны, происходившее в период с 25 октября 1978 года по январь 1979 года.
После свержения правившего в Уганде президента социалистического толка Милтона Оботе Иди Амином отношения между Угандой и Танзанией резко стали ухудшаться. При поддержке президента последней Джулиуса Ньерере сторонники Оботе организовали вторжение в попытке свергнуть Амина и восстановить собственную власть в Уганде. Попытка провалилась, а её поддержка Ньерере привела к усилению напряжённости на границах. Амин предъявил права на земли провинции Кагера, считая, что граница должна пролегать по одноимённой реке, а не по земле, как она была установлена после деколонизации.
В конце октября, неожиданно для танзанийцев войска Уганды пересекли границу с Танзанией и после нескольких дней боёв оккупировали провинцию. Местное населениe подверглось насилию, провинция была разграблена, а значительная часть её инфраструктуры — разрушена. Но вскоре к провинции подошли основные силы, которые взяли провинцию под контроль без сражений. Данное вторжение привело к началу полномасштабной войны, которая закончилась лишь со свержением Амина в апреле 1979 года.

## Предыстория
В 1971 году власть в Уганде в результате военного переворота захватил полковник Иди Амин, который сверг президента Милтона Оботе и установил собственную репрессивную диктатуру. Это привело к ухудшению отношений с соседней Танзанией. Правивший там президент Джулиус Ньерере имел тесные связи с Оботе и, как и он, поддерживал социалистический путь развития страны. Он сразу же отказался от признания правительства Иди Амина законным и предложил Милтону и его людям политическое убежище. В том же 1971 году войска Уганды дважды переходили границу с Танзанией. С одобрения и при поддержке Ньерере, угандийские изгнанники организовали небольшую партизанскую группировку и в 1972 году предприняли безуспешную попытку силой захватить власть в Уганде. Тогда же Амин обвинил президента Танзании в финансировании и военной поддержке своих врагов и подверг ряд приграничных городов бомбардировке. Хотя командиры Ньерере призывали последнего ответить на этот удар такой же грубой силой, сам Джулиус решил пойти на переговоры при посредничестве президента Сомали Сиада Барре. В результате совместных усилий трёх лидеров, между Уганой и Танзанией было подписано Могадишское соглашение, согласно которому армии Уганды и Танзании не имели право приближаться к границе ближе чем на 10 километров и должны были отказаться от финансовой и военной поддержки оппозиционных сил. Несмотря на это, отношения между Амином и Ньерере оставались крайне напряжёнными. Президент Танзании неоднократно критиковал режим Амина, а президент Уганды в свою очередь неоднократно угрожал вторжением. Одновременно с этим испортились отношения Танзании и Кении, что привело к распаду Восточноафриканского сообщества. Несмотря на заключённые соглашения о мире, Амин продолжал предъявлять Ньерере различные претензии, в том числе и территориальные: по его мнению выступ Кагера — участок земли площадью 1865 квадратных километров между официальной границей и рекой Кагера — должен быть передан Уганде, поскольку «граница по реке более логична».
Тем временем в Уганде Амин начал «экономическую войну» в ходе которой тысячи азиатов были изгнаны из страны. Их коммерческие предприятия были экспроприированы, а затем переданы в управление африканцев. Последствия этой «реформы» были катастрофическими. Ситуация ещё более усугубилась, когда Соединённые Штаты Америки отказались закупать угандийский кофе и объявили правительству Амина байкот из-за тоталитаризма и нарушения прав человека. Одновременно с этим Амин резко расширил полномочия вооружённых сил. Многие его министры, как и он сам, были офицерами или экс-офицерами. Он также обеспечивал покровительство на основе личной привязанности, закрывая глаза на правонарушения тех, кто ему был полностью верен. Наибольшими выгодоприобретателями от его политики стали мусульмане с севера, в основном нубийского и суданского происхождения, которых Амин массово вербовал в новую армию. С представителями этнических групп юга страны Амин поступал жёстче: многие из них были уволены из армии, а часть затем и вовсе казнили. В 1977 году угандийская армия окончательно раскололась на два лагеря: сторонников Амина и сторонников вице-президента Мустафы Адриси. Последний обладал значительным влиянием и стремился очистить вооружённые силы от иностранцев. В апреле следующего года он попал в авиакатастрофу, в которой получил тяжёлые ранения, но всё же выжил. Когда Адриси вылетел из страны на лечение, Амин лишил его поста, заявляя, что он не может быть одним из управляющих страной, поскольку не в состоянии выполнять свои обязанности. В течение нескольких последующих событий Амин уволил нескольких министров и арестовал ряд высокопоставленных военных и полицейских. Эта перестановка кадров ослабила авторитет и власть Амина в вооружённых силах. Ещё хуже для него ситуация становилась из-за того, что денежные резервы в стране подходили к концу, что лишало его возможностей совершать денежные выплаты верным ему офицерам и солдатам. Опасаясь за свою личную безопасность и будучи всё менее уверенным в собственной способности ослабить растущее в стране напряжение, Амин начал вести менее публичную жизнь и практически не встречался с солдатами. Примерно тогда же он вернулся к обвинениям в нарушении границ и Могадишских соглашений, направленным против Танзании. В частности, в мае он сделал ложное заявление, что танзанийцы напали на Ракаи. Амин направил призыв союзникам, президенту Судана Джафару Нимейри и лидеру Ливии Муаммару Каддафи вмешаться и помочь разрешить потенциально взрывоопасную ситуацию. Он утверждал, что танзанийская армия находится уже в 4,78 километра от приграничных городов Уганды. В июле радио «Уганда» сделало ошибочное заявление, что Оботе планирует вторгнуться в Уганду при поддержке Ньерере. Последний оставил это сообщение без ответа.
На деле всё было наоборот — в мае 1978 года Амин отдал приказ перебросить угандийские войска и военную технику на границу с Танзанией в нарушение соглашения в Могадишо. В противовес ним недалеко от границы находилась лишь одна рота. Там же располагался и лагерь беженцев, в котором жили Оботе и его люди. В июне бригадир Юсуф Химид из Народных сил обороны Танзании направил Амину требование о прекращении «неоднократных провокаций». По мере роста напряжённости на границе с Танзанией, ряд высокопоставленных угандийских военачальников стал резко выступать за войну с Ньерере. В то же время другие генералы были не столь оптимистичны и предупреждали о неготовности угандийской армии к длительному конфликту. Хотя Амин и собирался аннексировать часть Танзанийской территории, он изначально выступал на стороне более осторожных командиров. В августе он направил к границе отряды сотрудников государственной безопасности и внутренних войск для нейтрализации группировки, поднявшей мятеж в пользу Адриси. Отряды попали в засаду и были разбиты повстанцами. К началу октября в стране вспыхнуло ещё несколько мятежей. Часть «Батальона самоубийц» восстала в Бондо, в то время как остальные мятежники обосновались в Тороро, Масаке, Мбараре, Мутукуле и Кампале. В столице им даже якобы удалось заманить Амина в засаду, из которой он едва выбрался живым. Впрочем, большая часть армии осталась на стороне Амина. Ему удалось подавить крупные мятежи, но большая часть повстанцев уцелела и растеклась по стране, сея хаос и смятения в городах и армии.

## Причины
Угандийско-танзанийская война началась во второй половине октября 1978 года, когда после ряда мелких нападений через границу крупная угандийская группировка вторглась в Кагеру. Точные обстоятельства начала войны остаются загадкой, и существует множество различных версий произошедшего. По версии Милтона Оботе, вторжение в Кагеру для Амина было ultima ratio для того, чтобы отвлечь армию от заговоров против себя. По словам угандийских беженцев, уже после начала вторжения, 27 октября 1978 года ряд недовольных угандийских офицеров встретились в Кабамбе, где составили петицию из 12 пунктов. В документе содержался призыв к прекращению воровства и фаворитизма по отношению к нубийцам, роспуску фракций, ограничению полномочий разведывательного бюро (секретной полиции Амина и инструмента массовых репрессий против несогласных с его политикой), восстановлению в должности Адриси и бывшего начальника штаба армии Исаака Люмаго, обеспечению религиозной терпимости и разрыву союза с арабскими странами. По словам беженцев, кто-то доложил диктатору о подготовке петиции, в связи с чем он вторгся дабы избежать окончательного раскола в армии.
Ряд офицеров угандийской армии в дальнейшем обвинили в развязывании войны полковника Джиму Бутапику. По словам полковника Абду Кисуле, Буталику специально организовал на границе небольшой инцидент, чтобы у Уганды появился предлог для вторжения. По словам Джафара Ремо, сына Иди Амина, по стране ходили слухи о том, что танзанийцы сами собираются вторгнуться в Уганду, из-за чего его отцу и его штабу пришлось действовать на опережение. В то же время рад других офицеров предлагали свои версии произошедшего. Согласно ним, на границе одна за другой вспыхнули небольшие вспышки насилия, которые привели к полномасштабному кровопролитию и открытой войне. Среди называемых ими инцидентов — кража скота, межплеменная рознь, драки на рынке или в баре между женщинами, солдатами и просто случайными людьми. Ряд военных, которые рассказывали о драке в баре, по разному объясняли обстоятельства случившегося, однако все они согласились, что инцидент произошёл в одном из питейных заведений Танзании уже 9 октября. По их словам, Буталику, прознав об этом, счёл, что зачинщиками ссоры являются танзанийцы и отдал приказ своим отрядам пойти проучить их, что было воспринято как нападение. По словам некоторых солдат, полковник проинформировал Амина и тот согласился с необходимостью видимо для того, чтобы не потерять лицо. В то же время один из офицеров угандийской армии Бернард Рвехуруру позже заявил, что полковник придумал вторжение танзанийцев и запросил у Амина разрешение не на месть, а на отражение атаки. По словам военных журналистов Тони Авиргана и Марты Хани, которые освещали эту войну для СМИ, этот инцидент произошёл значительно позже, 22 октября 1978 года, когда пьяные офицеры танзанийской разведки застрелили солдата угандийцев. В тот же вечер «Радио Уганды» передало в эфир новость, что военный их страны пропал в Танзании и что Амин «сделает что-то нехорошее», если он не вернётся.
Согласно другой распространённой в источниках неугандийского происхождения версии, причиной вторжения стало преследование солдатами Уганды мятежников, которые пытались скрыться на территории Танзании. Существуют несколько вариаций этого сценария. Угандийский дипломат Пол Эйтанг и управляющий директор местного подразделения нидерландской корпорации Royal Dutch Shell сообщали, что солдаты батальона «Симба» застрелили нескольких новобранцев суданского происхождения, а когда остальные бежали через границу с Танзанией, угандийцы преследовали их. Репортёр газеты «Нью-Йорк Таймс» Джон Дарнтон собрал в своей статье несколько историй, из которых следовало, что Амин мог планировать вторжение через границу с Танзанией чтобы ликвидировать сторонников Адриси, которые скрылись там. При этом, согласно этой версии, преследователи были «отрядом самоубийц», поскольку их должны были перебить при возвращении в Уганду и представить, что они самовольно туда пошли и нарушили приказ. И когда Джуме Адеку, командиру батальона «Симба» передали приказ о вторжении, он, вероятно, заподозрил неладное и открыл огонь по суданцам.
По другой версии, виновником войны стал мятеж батальона «Чуи» или «Батальона самоубийц». Угандийский историк Фарес Мукава утверждал, что первоначально мятеж поднял батальон «Симба». Амин послал «Чуи» подавить его, но вместо этого он присоединился к мятежникам. Дальнейшие попытки полка морской пехоты разобраться с батальоном не возымели успеха. По мнению политолога Окона Эминуэ, около 200 мятежников укрылись на Кагере. Согласно его версии, Амин приказал преследовать их несмотря ни на что, что привело к вторжению «Симбы» и «Самоубийц» в Танзанию. Солдат из Уганды, у которого брали интервью журналисты Drum утверждал, что изначально три стороны — угандийские солдаты, танзанийские пограничники и мятежники — сражались каждый сам за себя. В ходе перестрелки были убиты почти все повстанцы (часть из них позже укрылась в деревнях в Танзании) и несколько пограничников. Исследователи Эндрю Мамбо и Джулиан Шофилд опровергают эту теорию, заявляя, что война началась со стычки танзанийцев с Бутапикой, а якобы восставшие отряды сохраняли лояльность Амину вплоть до конца войны.

## Ход боевых действий

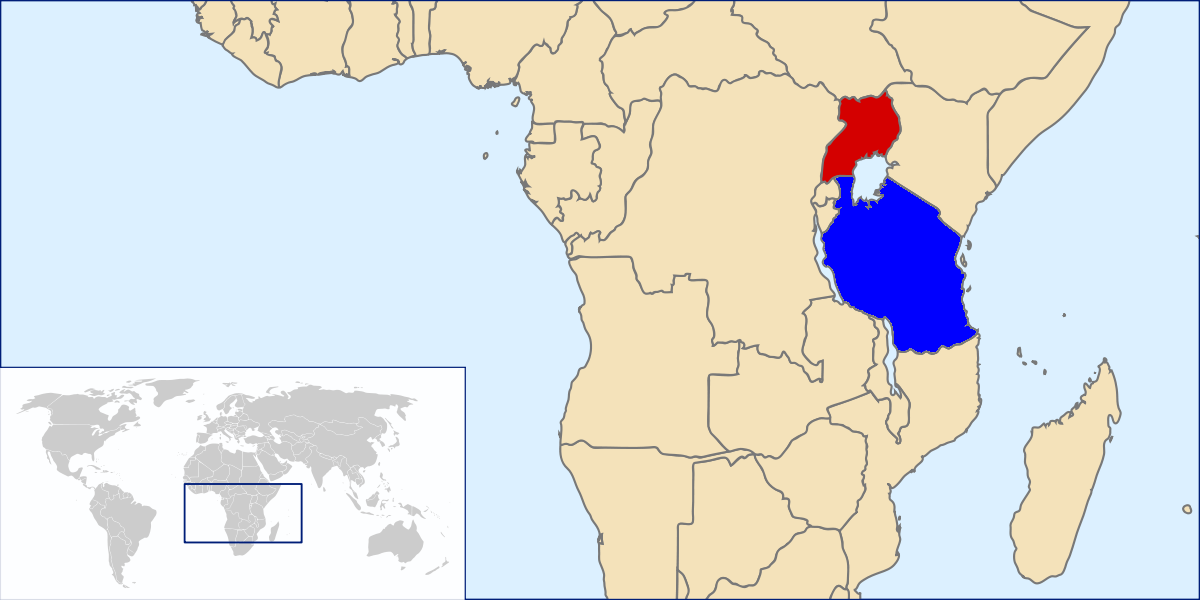
Уганда (красным) и Танзания (синим) на карте Африки

### Первые стычки

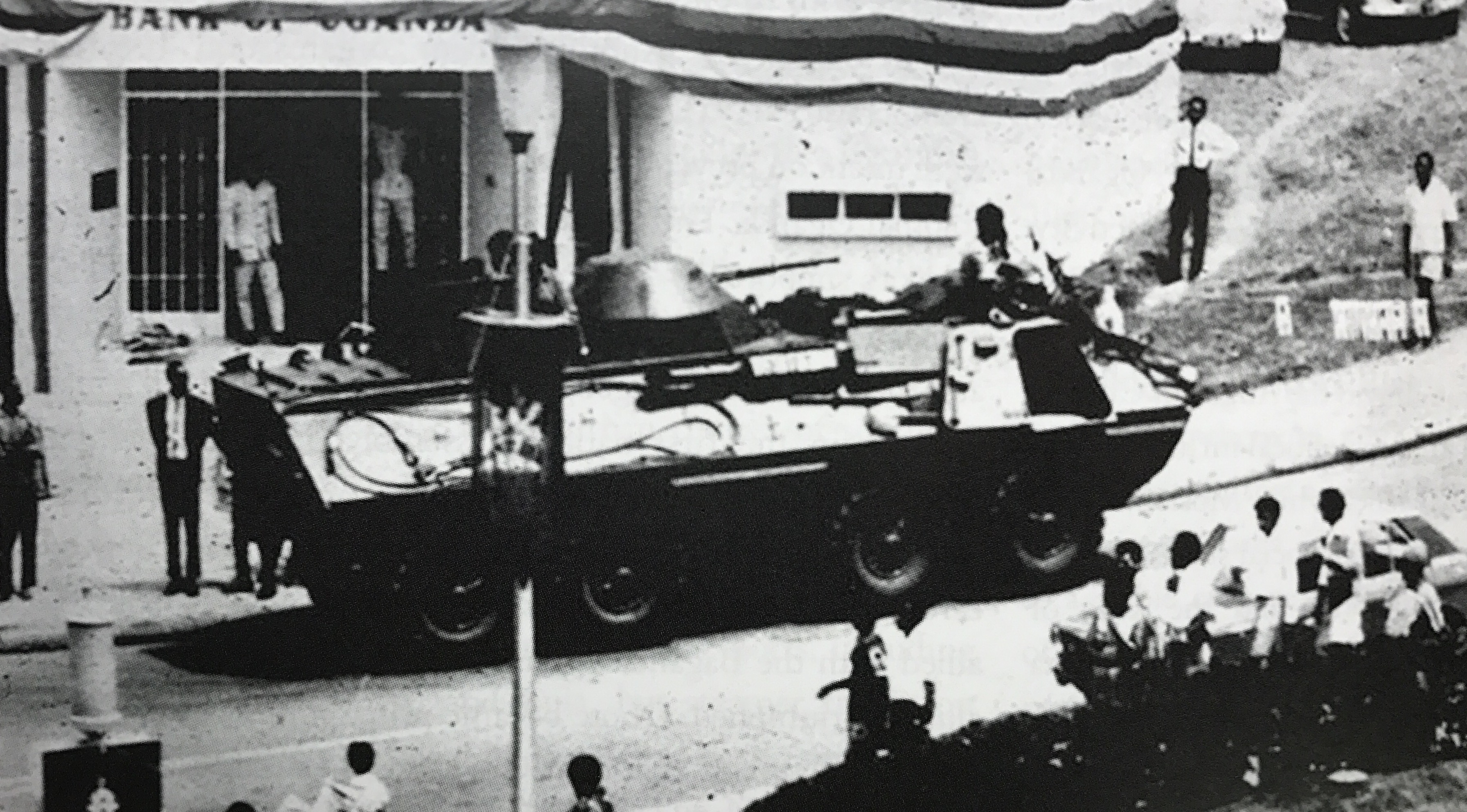
При начале вторжения войска Уганды развернули несколько бронетранспортёров OT-64 SKOT

Танзанийцы получили очень мало сведений о готовящемся нападении и были совершенно не готовы к нему. В правительстве Ньерере господствовала точка зрения, что Амин не начнёт вторжение, пока сама Уганда настолько нестабильна. За пределами демилитаризованной зоны, установленной соглашениями в Могадишо, оборонительные сооружения встречались редко. У страны были напряжённые отношения с Кенией, Малави и Заиром, поэтому они могли позволить себе выделить на защиту границы с Угандой лишь одну бригаду, которая базировалась в Таборе. Его возглавлял пожилой бригадный генерал Химид. У границе же находился малочисленный 3-й батальон этой бригады под командованием полковника Морриса Сингано. Его основными задачами были разведка и борьба с контрабандой. В начале сентября танзанийцы сообщили о «необычайно большом» количестве патрулей угандийцев на границе, некоторые из которых передвигались на бронетранспортёрах, и о большом количестве самолётов-разведчиков в воздухе. В середине месяца один из угандийских самолётов пересёк воздушную границу с Танзанией. Сингано сообщил о необычной активности в штаб. Его уверили, что в ближайшее время на место прибудут зенитные комплексы. Но они так и не приняли и к 20-м числам октября отчёты Сингано стали всё более паническими.
9 октября 1978 года угандийцы впервые вторглись в Танзанию: моторизованный отряд проехал по деревне Какунью и поджёг два дома. С наблюдательного пункта в Танзании передали о случившемся Сингано. Узнав о случившемся, он приказал своей артиллерии открыть огонь по позициям угандийской армии. В результате обстрела бронетранспортёр и два грузовика с пехотой были взорваны и погибли двое солдат. Ответный огонь угандийской артиллерии был безрезультатным. Вечером «Радио Уганды» сообщило, что Танзания в нарушение договоров вторглась на территорию страны, но нападение удалось отразить. Через три дня в МИД Танзании опровергли эту информацию.
10 октября угандийские «МиГи» непрерывно обстреливали и бомбили леса Танзании, а ах артиллерия вела огонь через границу. В ответ Сингано запросил поддержку 120-мм миномётов (самая крупнокалиберная артиллерия в армии Танзании в те годы) и их перевод на передовую. Они прибыли через три дня, и полковник отдал приказ вести огонь на подавление орудий Уганды. Он был успешен — арт обстрел с противоположной стороны границы затих. Впрочем, на следующий день канонада продолжилась. В течение нескольких дней стороны обменивались артиллерийскими залпами, которые постепенно расширялись по географическому охвату и становились всё интенсивнее. В ставке Танзании в то время по-прежнему считали, что полномасштабная война не начнётся, а выстрелы являются лишь очередной провокацией со стороны Амина. Сингано тем временем был не столь оптимистичен и постоянно запрашивал подкрепления.
18 октября угандийские «МиГи» начали бомбардировку Букобы, столицу области Кагера. Зенитный огонь и попытки остановить самолёты оказались безрезультатны. Сами по себе бомбы не нанесли значительного ущерба, но из-за взрывов из многих домов повылетали стёкла, что привело к панике на улицах города. На следующий день региональный комиссар Кагеры Мохаммед Киссоки провёл встречу с членами правительства и представителями партии Чама Ча Мапиндузи. Он заявил, что пограничный конфликт возник по недоразумению и что угандийцы остаются «близкими друзьями танзанийцев». Несмотря на призыв к спокойствию со стороны Киссоки, паника в Букобе лишь усилилась. Ситуация усугублялась преувеличенными слухами об «огромных армиях Уганды», которые распространяли бежавшие с севера жители приграничных деревень. Правительство Ньерере предпочло замолчать случившиеся, делая вид, что ничего не происходит. Местные радиостанции тоже молчали. «Радио Уганда» же, напротив, распространило ложную информацию о нападении со стороны Танзании. В эфир вышло несколько радиопередач с рассказами о вымышленных сражениях за пограничные города, а также о том, что танзанийские войска уже продвинулись на 13 километров вглубь страны, убивая гражданских и сея разрушение. Амин заявил, что несмотря на нападение, он не считает Ньерере своим врагом и надеется на мирное урегулирование конфликтаСовсем другими были радиопередачи на языке киньянколе, распространённом в Кагера. «Радио Уганда» вещало о диктаторской природе режима Ньерере и подвергало резкой критике его правительство, заявляя о национальных притеснениях, а также заявляло, что местные жители могут сами перейти на сторону Уганды, где их будут по-настоящему ценить.
Меж тем внутренняя напряжённость в Уганде возросла. Спецслужбы арестовали и казнили десятки солдат гарнизона Масаки, которых они посчитали нелояльными действующему режиму. При попытке арестовать экс-министра финансов в городе завязалась перестрелка между спецназовцами и солдатами, которая привела к гибели нескольких десятков, а возможно и сотен человек.

### Первое вторжение

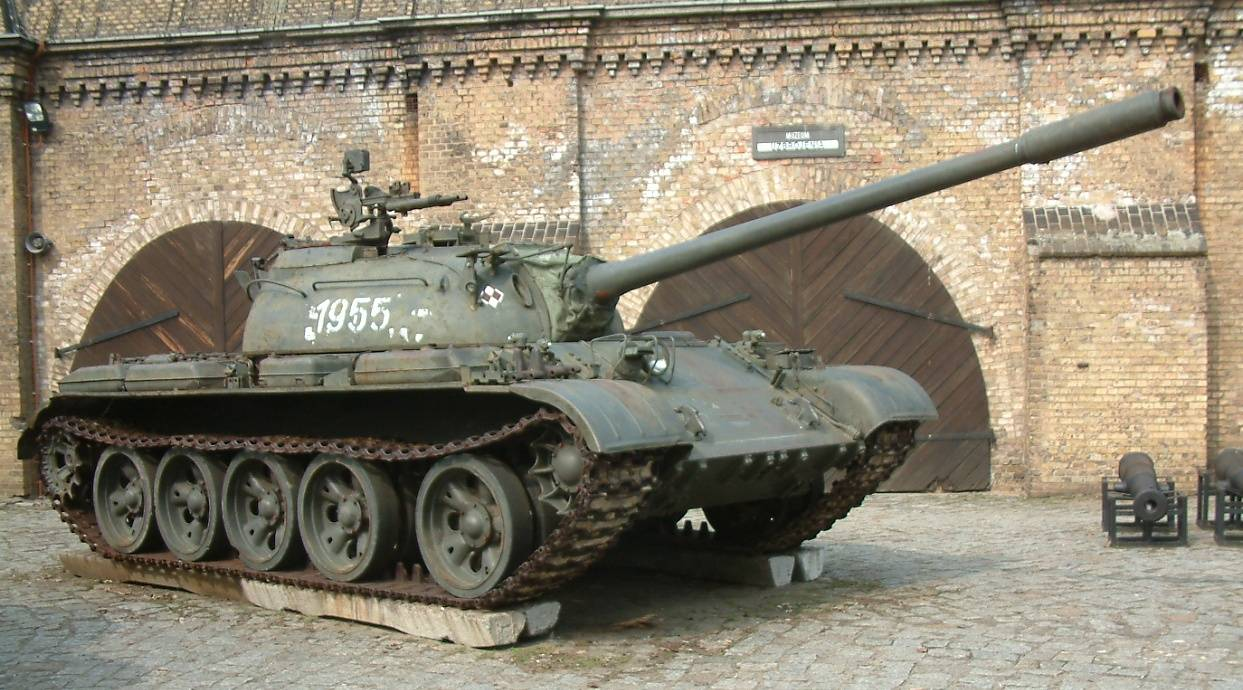
В ходе боевых действий войска Уганды использовали большое количество военной техники, например, советские танки Т-55

25 октября 1978 года, на рассвете танзанийские разведчики обнаружили большое количество угандийских транспортных средств, которые собрались в Мутукуле. Сингано по радио доложили о такой же ситуации из Кьяки, располагающейся в 35 километрах к югу от границы, где разведка засвидетельствовала открытый огонь артиллерии Уганды. Через пятнадцать минут о манёврах на границе доложили с трёх дозорных пунктов, а ещё через пятнадцать минут пришло сообщение о начале интенсивной перестрелки между «сотнями вооружённых людей» и взводом из 20 танзанийцев. Другие отряды уже не сдержали натиска и отступили к реке Кагера. Поняв, что вторжение уже идёт полным ходом, Сингано приказал взводу отступить из Мутукулы отступить к Кьяки. Более 2000 солдат под командованием полковника Мараджани, Бутабика и Кисууле начали нападение на выступ. На вооружении угандийской армии имелись танки Т-55 и «Шерман», а также БТР OT-64 SKOT и броневики «Саладин». Они продвигались двумя колоннами под командованием Бутабика и Кисууле соответственно. По словам последнего, в этой операции принимали участие отряды батальонов «Малире», «Симба» и 2-го десантного, а также полк морпехов и полк, который одновременно выполнял задачи артподдержки и связи. Хотя сопротивление их продвижению было небольшим, а то и вовсе отсутствовало, оно было сильно замедленно из-за неудачного для боевых машин рельефа местности. Первая колонна даже застряла в грязи, из-за чего она задержалась по сравнению со второй на несколько часов.
Сингано начал мониторинг радиочастот Уганды и смог подслушать переговоры между Мараджани и штабом в Кампале. Угандийский командующий сообщил о сильном сопротивлении несмотря на то, что все солдаты Танзании покинул зону. Полагая, что враги сбиты с толку сложившейся ситуацией, Сингано приказал развернуть артиллерию для того, чтобы оказать сопротивления силам противника. Его группа войск была оснащена несколькими 120-мм миномётами, 122-мм гаубицей и несколькими 85-мм пушками. Разбив лагерь в районе поселения Бумази, отряд установил артиллерию в 10 километрах от позиций Уганды и открыли огонь. Сопротивление оказалось крайне неожиданным, из-за чего угандийцы временно отступили за границу. В течение дня их «МиГи» пересекали воздушное пространство противника, где их вяло обстреливали зенитные орудия. В ходе первого дня боёв был ранен один солдат Танзании, потери со стороны Уганды отсутствовали.

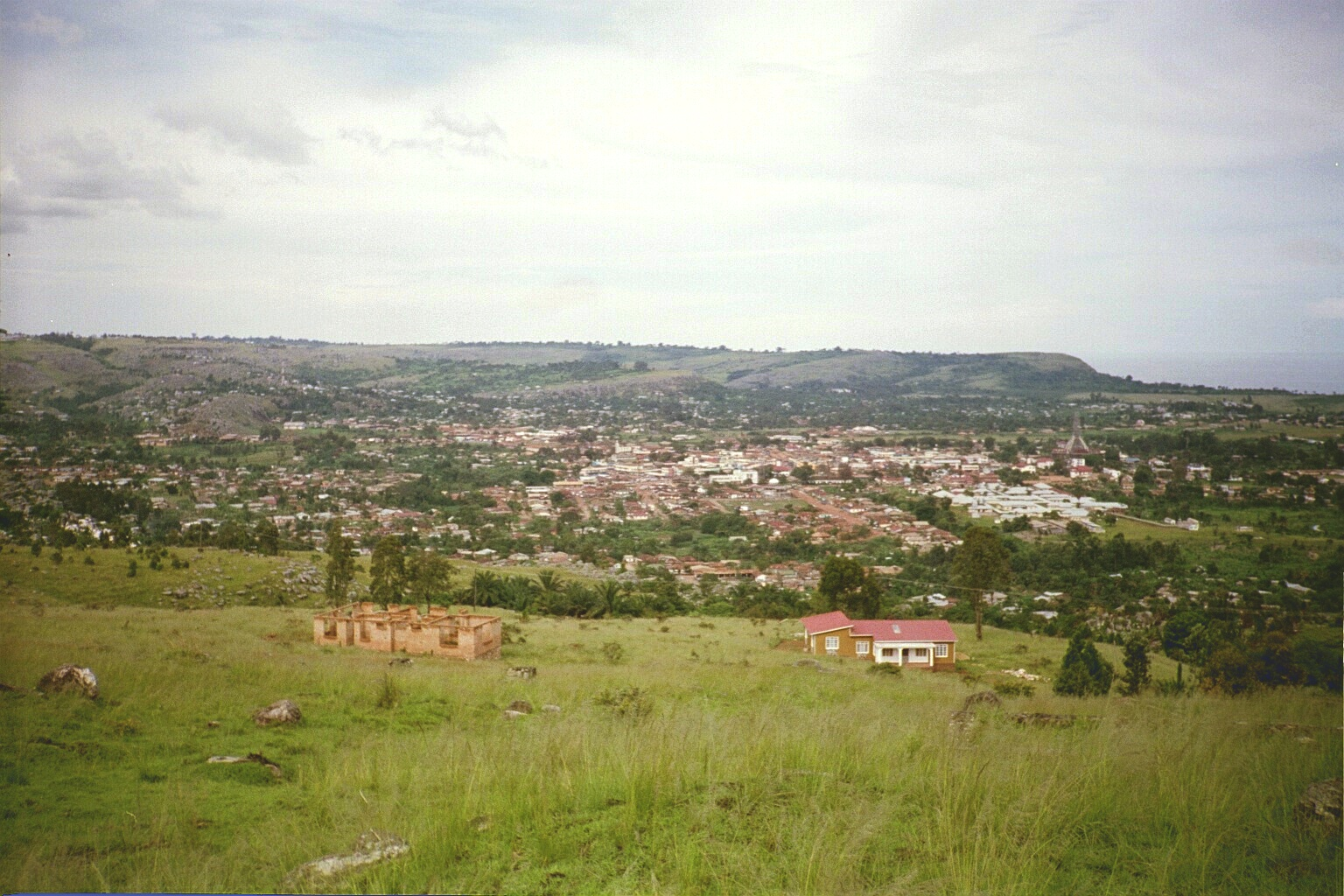
Букоба

Из Букобы продолжали доноситься звуки выстрелов, что привело к ещё более выраженному беспокойству мирных жителей о ситуации в стране. Понимая правдивость предупреждений Сингано о готовности Уганды к началу боевых действий, танзанийское верховное командование направило на фронт зенитную группу из шести человек, оснащённую ракетомётами «Стрела-2» с тепловым наведением. 27 октября подразделение прибыло в Букобу. Незадолго до этого три «МиГа» атаковали район города, но большинство их бомб упало в озеро Виктория и близлежащие леса. Но одна из них всё же достигла цели и упала в 50 метрах от больницы. Несколько гражданских было ранено, стёкла выбиты, а население окончательно перепугалось. К полудню дороги были заполнены людьми, которые пытались эвакуироваться из города как в переполненных автомобилях, так и пешком. К утру следующего дня Букомба практически обезлюдела, ибо там оставались только солдаты танзанийской армии. Сингано успешно перебросил зенитный отряд в Кьяку, откуда он сбил один из «МиГов». Его пилот успешно катапультировался и позже добрался до Уганды практические невредимым.
В окрестностях Букобы начали собираться перемещённые из города и пограничных районов лица. Те, кто был оснащён автомобилями, в частности сотрудники Программы развития ООН, поехали в Мванзу. Но для десятков тысяч людей, которые не могли позволить себе столь длительное путешествие, ситуация ухудшалась с каждым днём. В регионе становилось всё теснее, а запасы воды и еды уменьшались. В связи с этим некоторые торговцы стали сильно повышать цены. Местные власти в попытках решить проблему привозили в регион продовольствие из государственных складов. Но вскоре поставки были прерваны, поскольку Сингано был вынужден реквизировать все грузовики для нужд действующей армии. Государственные средства массовой информации по-прежнему молчали, в связи с чем большая часть страны не подозревала о начале конфликта. Из-за этого положение беженцев становилось всё более критическим. Большинство мужчин из Букобы решили вернуться в город и продолжить работу, оставив семьи в сельской местности. Тем временем Сингано вновь сигнализировал начальству о необходимости подкрепления. Ему неоднократно сообщали, что помощь уже в пути, но войска так и не прибыли. В то же время угандийцы готовили новую атаку. Амин отдал приказ базирующему в Морото батальону «Гонда» принять участие во вторжении. Его командир, подполковник Есуфа Бананука был назначен на свой пост всего за несколько дней до начала войны. Вместо него во главе батальона к границе с Танзанией направился его заместитель, Абдулатиф Тиюа.

### Второе вторжение
30 октября около 3 тысяч угандийских солдат вторглись в Кагеру четырьмя колоннами через Кукунгу, Масаканью, Мутукулу и Минзиро. Эта атака получила кодовое название «Операция „Кагера“». Под командованием Юсуфа Говона, начальника угандийского военного штаба, оснащённые танками и БТР, солдаты Уганды столкнулись лишь с безрезультатным огнём из нескольких десятков винтовок. Ополчение было легко задавлено. В ходе атаки погибло несколько танзанийских военных. В районе в это время находилось около 2000 танзанийских солдат. Сингано, вероятно, видел вторжение с высоты в Кьяке, но не отдал приказ открыть артиллерийский огонь из-за нежелания нанести вред бегущим гражданам. Тысячи из них в панике устремились к реке. Часть из них вместе с крупным рогатым скотом погибли в ходе перехода, несмотря на то, что их предупреждали о том, что вокруг города угандийцы заложили противопехотные мины. Несмотря на минимальное сопротивление со стороны Танзании, угандийцы продвигались крайне неспешно и осторожно. Они медленно заняли выступ, расстреливая как солдат, так и гражданское население, в то время как «МиГи» без разбора бомбили как военные, так и гражданские цели. К вечеру они достигли моста реки и моста близ Кьяки. Сингано отдал приказ отступить в Католо в семи километрах к югу от переправы. Хотя эта территория оставалась практически полностью незащищённой, полковник Мараджани отдал приказ остановиться на противоположной от Католо стороне моста.
Оккупировав выступ, солдаты Уганды принялись грабить район. По независимой оценке, около 1500 гражданских лиц были убиты, а ещё 5000 вынуждены скрыться в кустах. Несколько десятков сотрудников танзанийской военной разведки угандийцы выследили и расстреляли, а многих женщин — изнасиловали. Около 2 тысяч мирных жителей было похищено и вывезено в Уганду. Из них несколько сотен человек, преимущественно молодых женщин, перевели в исправительно-трудовой лагерь в Калисизо. Выжившие мирные жители работали бесплатно в качестве подсобных рабочих или домашней прислуги. Многие женщины, вероятно, стали наложницами солдат. Солдаты и офицеры разграбили дома, похитив обшивку и утварь, а также угнали машины и бульдозеры. У тех, что не завелись, были сняты целые части для продажи на металлолом. Сахарный завод был полностью разобран, а 13 тысяч голов крупного скота и большое количество кур похищены и проданы в Мбараре за бесценок. Украденный алкоголь был тут же распит солдатами, которые позже в пьяном угаре расстреляли все оставшиеся постройки из миномётов. Общий ущерб оценивается в 118 миллионов долларов. Позже один из угандийских солдат заявлял, что приказ о разграблении им передали агенты правительства, которые велели собрать всё, что они сочтут ценным, и передать в Уганду. Позже Говон прославился на всю армию, когда во время грабежей понизил в звании офицера, который отказался передать ему трактор.
1 ноября «Радио Уганды» объявило об «освобождении» выступа Кагера и заявило, что отныне границей между Угандой и Танзанией является одноимённая река. Амин лично совершил поездку по местности и сфотографировался с брошенной танзанийцами военной техникой. Государственные СМИ Уганды заявили, что территория была захвачена за 25 минут боёв. Амин заявил, что этот регион отныне будет называться «Регион реки Кагера» чтобы подчеркнуть новую границу. Он также пообещал назвать своего младшего сына «Кагера» в честь победы, а каждому солдату выдать медаль.
Тем временем подразделение Сингано, в конечном счёте, установило артиллерию на возвышенности у южной окраины моста близ Кьяки, чтобы при необходимости открыть огонь по переправе. Угандийское военное командование опасалось, что мост может быть использовал при контрнаступлении, в связи с чем приняли решение подорвать его. 1 и 2 ноября угандийские «МиГи» совершали вылеты с целью разбомбить мост, но каждый раз наталкивались на сильный зенитный огонь со стороны подразделений Танзании. Ряд самолётов был сбит. Желая избежать дальнейших потерь, угандийцы наняли специалиста по минированию, обратившись к британскому менеджеру Kilembe Mines, который согласился выслать для подрыва одного из своих сотрудников и предоставить взрывчатку. Рано утром 3 ноября один итальянский и трое угандийских минёров добрались до воды под мостом и установили бомбу на переправе. При этом солдаты Уганды стояли на берегу и удерживали их на верёвке, чтобы специалистов не снесло сильным течением. Из-за темноты танзанийцы не заметили активности противника. На рассвете минёры осуществили подрыв моста, полностью уничтожив 75-метровую центральную часть, но оставив нетронутыми столбы, на которых он держался. По мнению нескольких высокопоставленных командиров Уганды, в частности Юсуфа Говона, это сделало контратаку Танзании невозможной или маловероятной. Позже в этот же день танзанийцы случайно сбили три собственных «МиГа», которые случайно вошли в зону поражения.

### Реакция в Танзании
Из-за плохой связи о начале боевых действий в правительстве Танзании узнали только на следующий день. После того, как сообщения о начале наступления всё же достигла Дар-эс-Салама, Ньерере организовал встречу со своими командирами в пляжной резиденции. Он не был уверен в способности собственных войск отразить угандийское вторжение, но начальник Армии Обороны Танзании Абдаллах Туалипо был уверен в обратном и заявлял, что его силы без труда прогонят захватчиков обратно. Но при этом он уточнил, что на организацию такой операции понадобиться время. Ньерере согласился, и на этом встреча подошла к концу. 31 октября по национальной радиостанции «Радио Танзания» правительство впервые признало факт начала полномасштабных боевых действий на границе с Угандой. Диктор заявил, что армия последней оккупировала территорию выступа Кагере на северо-западе страны и что армия готовит контрнаступление. 2 ноября Ньерере официально объявил войну Амину

### Международная реакция
Вторжение Амина в Кагеру официально осудили 6 африканских лидеров: Менгисту Хайле Мариам из Эфиопии, Дидье Рацирака из Мадагаскара, Агостиньо Нето из Анголы, Серетсе Гойтсебенг Мафири Кхама из Ботсваны, Самора Машел из Мозамбика и Кеннет Каунда из Замбии. Последние четверо вместе с Танзанией были частью коалиции, которая выступала за прекращение политики апартеида в ЮАР и Родезии, в связи с чем их отношения с Ньерере были гораздо теплее, чем с Амином. При этом Менгисту и Машел объяснили нападение «попыткой западных империалистов помешать усилиям коалиции по разгрому расисткой политике на юге Африки». Премьер-министр Дании Анкер Йоргенсен также заявил, что это нападение может быть целью отвлечь коалицию от решения проблем апартеида. Министр иностранных дел Кубы Исидоро Мальмиерка лишь назвал вторжение Уганды «достойным сожаления» и призвал положить конец конфликту. Государственный секретарь США Сайрус Вэнс призвал Амина положить конец войне, на что последний ответил, что США пытаются вмешаться в местную войну чтобы организовать здесь «второй Вьетнам». Правительство Британской Империи было сильно огорчено тем фактом, что Амин проигнорировал их интересы в регионе, а также напал на другое государство Содружества. Премьер-министр оказал решительное давление на нефтяные компании, чтобы они прекратили торговлю с Угандой, а также призвал к байкоту Францию и Италию. Среди других стран, осудивших вторжение, — Канада, Ямайка и Гайана. Правительства Гвинеи, Мали, Сенегала и ряда других африканских государств воздержались от осуждения, но призвали к прекращению боевых действий и потребовали, чтобы обе стороны уважали устав Организации африканского единства (ОАЕ), которая оставалась нейтральной в этом вопросе.
5 ноября президент Кении Даниэль арап Мои осторожно призвал Уганду вывести свои войска, если они действительно нарушили границу с Танзанией. На следующий день в Кампалу вылетели представители ОАЕ, чтобы поговорить с Амином и попытаться найти мирное решение проблемы Мои заявил, что готов выступить посредником в переговорах между Угандой и Танзанией. Амин предложил в качестве посредника Каддафи, но Ньерере отклонил это предложение из-за того, что последний был союзником Амина. Ньерере был рассержен предложениями о посредничестве со стороны ОАЕ, заявляя: «Как вы можете одинаково относится и предлагать посредничество между тем, кто вторгся в чужой дом, и жертвой нападения». Председатель организации Эдем Коджо в частном порядке доверился одному британскому чиновнику, который заявлял, что отныне Ньерере полон решимости дойти до Кампалы и что искать мира бесполезно. В конечном итоге он воздержался от осуждения вторжения. Ньерере обратился с призывом к Кении о прекращении поставок топлива в Уганду, но он был проигнорирован. Советник Амина и офицер британской армии Боб Астлес заявил индийскому дипломату Маданджихту Сингху, что он посетил Мои в Кении, и тот сказал ему: «Кения предоставит Уганде все транзитные объекты и будет максимально противодействовать Ньерере в его вмешательстве во внутренние дела Уганды».

### Танзанийское контрнаступление

#### Планирование
Осознав масштабы наступления, Ньерере объявил о начале всеобщей мобилизации в стране. На начало боевых действий Армия обороны Танзании состояла из 4 бригад. Среди них только южная бригада во главе с генерал-майором Джеймсом Луганха, которая только что показала хорошие результаты в ходе учений, была готова к немедленной переброске на передовую. Но её штаб-квартира находилась в Сонгеа, в связи с этим она находилась дальше всех от выступа. После долгого перехода по железной дороге бригада достигла линии Букоба — Кяка, где разбила лагерь. Тогда же в Табору были отправлены дополнительные группы солдат из 202 бригады. Премьер-министр Эдвард Сокоине приказал региональным и городским главам мобилизовать все ресурсы для ведения боевых действий. Большая часть военной и гражданской техники находилась в плохом состоянии, из-за чего не хватало сил для мобильной переброски войск. Командование Армии обороны Танзании реквизировала значительное количество грузовых автомобилей у гражданских предприятий, пообещав возмещение ущерба в полном объёме в случае их уничтожения. Государственные и некоторые частные заводы были резко переоборудованы на выпуск амуниции для армии, а гражданское население предупреждено о возможных перебоях поставок продовольствия.
2 ноября Ньерере вылетел в Бейру, Мозамбик, где была запланирована встреча с Машелом. Как представители Коалиции, на встрече они обсуждали свою обеспокоенность тем, как война между Угандой и Танзанией скажется усилиях по прекращению правления белого меньшинства в Родезии. Там же Ньерере и Машер разработали «тезис о втором фронте», согласно которому целью нападения Амина было именно отвлечение государств от разрешения проблемы расизма в Южной Африке. Для разрешения ситуации в Родезии был выведен танзанийский батальон, дислоцированный на границе с Мозамбиком. Тогда же Машел предложил в качестве ответного жеста 800 солдат Мозамбика. Ньерере принял помощь, и отряд был переброшен в Дар-эс-Салам, а затем и в район Кагеры
Хотя угандийские подразделения были проинформированы о подготовке Танзанией контрнаступления против них, командование Уганды не предприняло никаких усилий для укрепления своих позиций. Большая часть из них проигнорировали отчёты разведки и вместо этого сосредоточили свои силы на разграблении выступа Кагера. Позднее в неспособности справиться с ситуацией обвинили Говона, который в значительной степени игнорировал стратегию и тактику, видимо полагая, что добился победы после разрушения моста, и не воспринимал предупреждения от своих подчинённых всерьёз. Напротив, Амин, видимо, осознал, что оказался в опасном положении и попытался выйти из конфликта «не потеряв лица». Он, будучи бывшим чемпионом по боксу, предложил решить проблемы в боксёрском поединке при судействе Мухаммеда Али. Ньерере проигнорировал это предложение. Три дня спустя Амин просто предложил добровольно сдать свои позиции и выйти с территории Танзании. В ответ Ньерере заявил о своём намерении «выгнать агрессора».

#### Операция «Чаказа»
Согласно первоначальному плану, контрнаступление, которое получило название «Операция „Чаказа“», должно было начаться уже 6 ноября, но его пришлось отложить. Ко второй неделе ноября командование Армии обороны Танзании собрало около 8—10 тысяч солдат на южном берегу реки Кагера. Начальник штаба, генерал-майор Туманиэль Кивелу принял командование армией и приказал открыть интенсивный огонь по позициям угандийской армии, который привёл к бегству многих солдат. Представитель ВС Уганды заявил, что они решительно осуждают обстрел и что на территории Танзании находится очень мало их солдат, в связи с чем в ближайшее время стоит ждать прибытия подкрепления и начала «интенсивного сопротивления». Ночью 14 ноября несколько танзанийских солдат переправились через реку на лодках и, не найдя угандийцев, без происшествий вернулись обратно. Боб Астлес позвонил журналистам в Найроби и сделал ошибочное заявление, что армия Уганды сорвала крупную танзанийскую десантную операцию. Он также солгал, что 300 танзанийских солдат погибли, когда их лодки перевернулись и на них напали крокодилы. В тот день Амин, чувствуя, что другие африканские государства не поддерживают его позицию, и безрассудно опасаясь, что Советский Союз собирается предоставить Танзании новое оружие, объявил о безоговорочном выводе всех угандийских войск из Кагеры и пригласил в качестве свидетелей представителей Организации африканского единства. Правительство Танзании осудило это заявление как «полную ложь», в то время как иностранные наблюдатели не смогли прийти к единому мнению относительно правдивости предполагаемого вывода войск. ОАЕ отреагировала заявлением об успешном посредничестве.
На фронте же командование Танзании приняло решение о переброске тяжёлой техники на другой берег по понтонному мосту. 19 ноября, в 3 часа ночи танзанийский подполковник Бен Мсуя направил на северный берег военную группу, в чьи задачи входило прикрытие инженеров, которые собирали понтоны. Мост был построен за три часа, и танзанийцы приступили к разминированию. Мины ранее установила группа Сингано ещё до вторжения Уганды. В ходе разминирования одна из мин из-за неосторожности взорвалась. Один солдат был убит, а ещё трое — ранены, но к 12:00 все мины были обезврежены. На следующий день патрули Танзании начали обследование района Кагера. Один за другим им на глаза попадались убитые или истерзанные местные жители и разграбленное и разрушенное имущество. Дальнейшие два дня патрулей и исследований территории не принесли ничего, поскольку армия Уганды покинула территорию до их прибытия за исключением небольшого контингента в Минзиро, с которым танзанийцы так и не вступили в бой. Угандийское командование в ходе наступления погрузилось в хаос, и лишь несколько офицеров пытались организованно сопротивляться врагу. Четыре угандийских «МиГа» в рамках противостояния танзанийской операции совершили несколько налётов на их позиции. Они пытались разбомбить взлётно-посадочную полосу Букобы и аэродром Мванза. Первый из налётов не принёс ощутимых результатов, а второй оказался полностью провальным — два «МиГа» попали под обстрел зенитных установок, в ходе которого один из них был сбит, а его пилот — взят в плен. Второй пилот смог уцелеть и вернуться в Энтеббе. 207 бригада Вооружённых сил Танзании же под командованием бригадира Джона Уолдена заняла заповедник Минзиро и сахарную плантацию.
23 ноября три бригады Армии обороны Танзании под командованием Луханга, Мвиты Марва и Силаса Маюнга пересекли понтонный мост и занялись оккупацией выступа. С появлением танзанийских солдат, жители региона вышли из укрытий. Их сразу же отправили в районы к югу от реки. Раненых мирных жителей доставили в больницы Букобы для лечения. По словам Мсуи, солдаты в первую очередь похоронили мертвецов, а на следующий день поверх уничтоженного моста был установлен новый, купленный в Британии. 25 ноября танзанийцы приступили к переброске танков и систем залпового огня «Град». Хотя в сельской местности всё ещё находились небольшие группы солдат, Ньерере, к огорчению своих офицеров, решил сам совершить поездку по Кагере. В ходе развёртывания несколько солдат погибли в ДТП. В конце ноября правительство Уганды заявило о полном выводе своих войск из Кагере и о прекращении боевых действий. Для подтверждения своих слов офицеры сопроводили к границе 50 иностранных дипломатов, которые «зафиксировали мало свидетельств продолжающегося конфликта». Танзанийские официальные лица тем временем осудили вывод войск и заявили, что угандийцы должны быть принудительно выведены с территории страны и что некоторые из них всё ещё находятся в стране. Правительство Ньерере также сообщило о 193 угандийцах, которые были арестованы на северо-западе Танзании за шпионаж. 29 ноября суданский дипломат Филипп Обанг согласился с тем, что войска выведены, но впоследствии он, как и Ньерере утверждал, что их изгнали насильно.
Во время патрулирования территории танзанийцы обнаружили 120 тел угандийских солдат на холме Какинду. Подозрение вызывало то, что ранее силы Армия Обороны Танзании не действовали в этом регионе. Вызывало сомнение и то, что они могли погибнуть от артиллерийского удара. Обстоятельства гибели так и не были выяснены, но правительство Танзании заявило, что эти люди были казнены в Уганде, а затем сброшены с самолёта в Танзании. В течение следующих недель происходили лишь незначительные столкновения, в ходе которых было подбито несколько угандийских БТР. 4 декабря 206-я южная бригада Армии Обороны Танзании без инцидентов захватила Мутукулу, поселение на танзанийской стороне границы, в то время как 207 армия отвоевала Минзиро. По словам танзанийских солдат, большая часть населения этой деревни было убито. 25 декабря танзанийские «Катюши» начали обстрел территории Уганды. К началу января угандийские войска были окончательно изгнаны с территории Танзании. Позже танзанийцы утверждали, что во время операции взяли в плен несколько ливийских радиотехников.

## Последствия
Контратака танзанийской армии, которая свела на нет все успехи противника, привела к заметному ослаблению боевого духа угандийцев. После отражения атаки танзанийцы долгое время опасались, что войска Уганды попытаются отбить земли обратно. Танзанийские командиры считали, что пока угандийские войска контролировали возвышенность в Мутукуле вдоль границы, они представляли значительную угрозу для выступа. Во время своего путешествия по Кагере Ньерере смог увидеть в бинокль расположенные там угандийские войска, в связи с чем согласился с планом своих офицеров по захвату города. В течение следующих недель в стране происходили спорадические столкновения вплоть до ночи 21 января 1979 года, когда южная бригада окончательно пересекла границу с Угандой, а на следующий день захватила Мутукулу. Здесь танзанийцы разрушили часть города и расстреляли группы местных жителей в качестве мести за Кагере.
После окончания сражения «Радио Танзания» транслировала передачи, в которых рассказывало о зверствах в Кегере и брало интервью у пострадавших и солдат. Эти рассказы вызвали общественный резонанс, и по стране прокатились волны демонстраций с требование свержения Амина. Решение Сингано вывести войска в ходе вторжения вызвало бурное обсуждение, которое продолжалось в течение нескольких лет. Его сторонники утверждали, что его решение было лучшей тактикой действий в сложившейся ситуации из-за отсутствия подкрепления и величины сил противника. Противники же указывали на то, что как солдат он был обязан противостоять войска Уганды до последнего даже несмотря на значительное превосходство последних.
Вторжение Уганды произошло как раз в тот период, когда экономика Танзании начала восстанавливаться после сильной засухи 1974—1975 годов. Из-за нападения реализация всех ранее запланированных государственных проектов была приостановлена во всех министерствах за исключением министерства обороны. 15 ноября министр финансов Танзании Эдвин Мтэй заявил, что правительство повышает налоги на многие товары, чтобы пустить средства на финансирование боевых действий. На безалкогольные напитки, пиво, одежду и сигареты был введён временный 10 % «военный налог». В январе Ньерере заявил, что «операция по изгнанию угандийцев» потребовала отвлечения огромных ресурсов страны от работ по развитию республики. По оценкам учёных, общие затраты на войну колеблются в промежутке между 0,5 и 1 миллиардом долларов. Опасаясь восстановления боевых действий на выступе Кагера, около 40 тысяч жителей региона сначала были переселены в лагеря в Ншеше, Ругазе, Омубвейе, Ньянкере, Кьямулаиле, Каторо, Кашабе и Буриги к югу от реки. Социальные условия для внутриперемещённых лиц были минимальны или вовсе отсутствовали.
В Уганде же большая часть населения встретила вторжение в Кагеру с неприятием. Многие мирные жители разочаровались в режиме Амина и поддерживали армию Танзании. Они были огорчены и недовольны вестями об убитых танзанийцах в начале кампании и рады, когда пришли вести о победах войск Ньерере в дальнейшем. Многие жители приграничных районов укрывали повстанцев против режима Амина и, тем самым, помогали им саботировать операции Уганды, разрушая железнодорожные пути, линии электропередач и заправочные станции. Из-за этого правительство Амина начало жестокие репрессии против населения, включая аресты и убийства лиц без документов для поимки подозреваемых в связях с диссидентами. В армии Уганды также начались мятежи, волнения и прочие проявления недовольства: многие солдаты считали своих офицеров некомпетентными и недостойными руководителями, а некоторые и вовсе были уверены в том, что они предали их Танзании. По словам мирных жителей приграничных районов, сотни солдат дезертировали из действующей армии и просили укрытия от преследовавших их разведчиков.
В ответ на угандийское нападение Танзания начала усиленную мобилизацию и расширение вооружённых сил. В течение нескольких недель численность армии обороны Танзании выросла с менее чем 40 тысяч до более чем 150 тысяч человек, включая около 40 тысяч ополченцев. Угандийское командование также приняло в состав действующей армии несколько сотен угандийских изгнанников, вооружив их для борьбы с режимом Амина. Изначально поход на территорию Уганды не входил в планы Ньерере и его офицеров. Но после того, как Амин не отказался от попыток захватить Кагеру, а Организация африканского единства отказалась от осуждения вторжения, он решил начать оккупацию юга Уганды. В феврале Масака и Мбарара были захвачены угандийскими повстанческими группировка при поддержке армии Танзании. Склады и ряд домов в поселении были разрушены в отместку за разрушения в Кегере. Первоначально Ньерере планировал на этом остановить продвижение своих войск и дать мятежникам возможность самим захватить Кампалу и свергнуть Амина, поскольку опасался, что при оккупации города может возникнуть непредвиденное насилие, которое сильно отразится на имидже его страны за рубежом. Но Амин призвал на помощь ливийские регулярные войска, на разгром которых у повстанцев просто не было сил. Поэтому Ньерере разрешил атаковать Кампалу. 11 апреля город пал, и война завершилась свержением Амина. Британское правительство предоставило Танзании несколько миллионов фунтов стерлингов во время войны, якобы для помощи в восстановлении ущерба в Кагере, хотя, вероятно, с пониманием того, что деньги будут использованы для финансирования военных действий. Западная Германия также предоставила денежные средства для помощи тазнзанийским беженцам из региона. Когда Армия обороны Танзании обеспечила безопасность остальной части страны, они захватили шахты Килембе. Танзанийцы арестовали управляющего и троих его сотрудников за разрушение моста Кьяка, но через несколько месяцев их отпустили. TPDF покинул Уганду в 1981 году.
Историк Бенони Турьяхикайо-Ругьема в 1998 году писал, что «если бы Амин не вторгся в выступ Кагера в Танзании, он, вероятно, всё ещё правил бы Угандой». Война запомнилась в Танзании как «война Кагера». Во время неё первоначальные демаркационные посты на границе Уганды и Танзании были уничтожены. Пограничный спор между двумя странами оставался и после конфликта, но его интенсивность была относительно низкой. Переговоры между Угандой и Танзанией о восстановлении полной официальной демаркации границы начались в 1999 и успешно завершились в 2001 году:5—6.